# Torneo Interbritannico 1978
Il Torneo Interbritannico 1978 fu l'ottantaduesima edizione del torneo di calcio conteso tra le Home Nations dell'arcipelago britannico. La competizione fu vinta dall'Inghilterra. 

## Risultati
| Data           | Luogo   | Squadra 1   | Risultato | Squadra 2        |
| -------------- | ------- | ----------- | --------- | ---------------- |
| 13 maggio 1978 | Glasgow | Scozia      | 1 - 1     | Irlanda del Nord |
| 13 maggio 1978 | Cardiff | Galles      | 1 - 3     | Inghilterra      |
| 16 maggio 1978 | Londra  | Inghilterra | 1 - 0     | Irlanda del Nord |
| 17 maggio 1978 | Glasgow | Scozia      | 1 - 1     | Galles           |
| 19 maggio 1978 | Wrexham | Galles      | 1 - 0     | Irlanda del Nord |
| 20 maggio 1978 | Glasgow | Scozia      | 0 - 1     | Inghilterra      |

## Classifica
| Pos | Squadra          | Pti | G | V | N | P | GF | GS |
| --- | ---------------- | --- | - | - | - | - | -- | -- |
| 1   | Inghilterra      | 6   | 3 | 3 | 0 | 0 | 5  | 1  |
| 2   | Galles           | 3   | 3 | 1 | 1 | 1 | 3  | 4  |
| 3   | Scozia           | 2   | 3 | 0 | 2 | 1 | 2  | 3  |
| 4   | Irlanda del Nord | 1   | 3 | 0 | 1 | 2 | 1  | 3  |

## Vincitore
| Campione 1978 Inghilterra |